# Beaumont-lès-Valence
Beaumont-lès-Valence is een gemeente in het Franse departement Drôme (regio Auvergne-Rhône-Alpes). De plaats maakt deel uit van het arrondissement Valence. Beaumont-lès-Valence telde op 1 januari 2022 4.272 inwoners. 

## Geografie
De oppervlakte van Beaumont-lès-Valence bedraagt 17,61 vierkante kilometer; de bevolkingsdichtheid is 226 inwoners per km² (per 1 januari 2019).

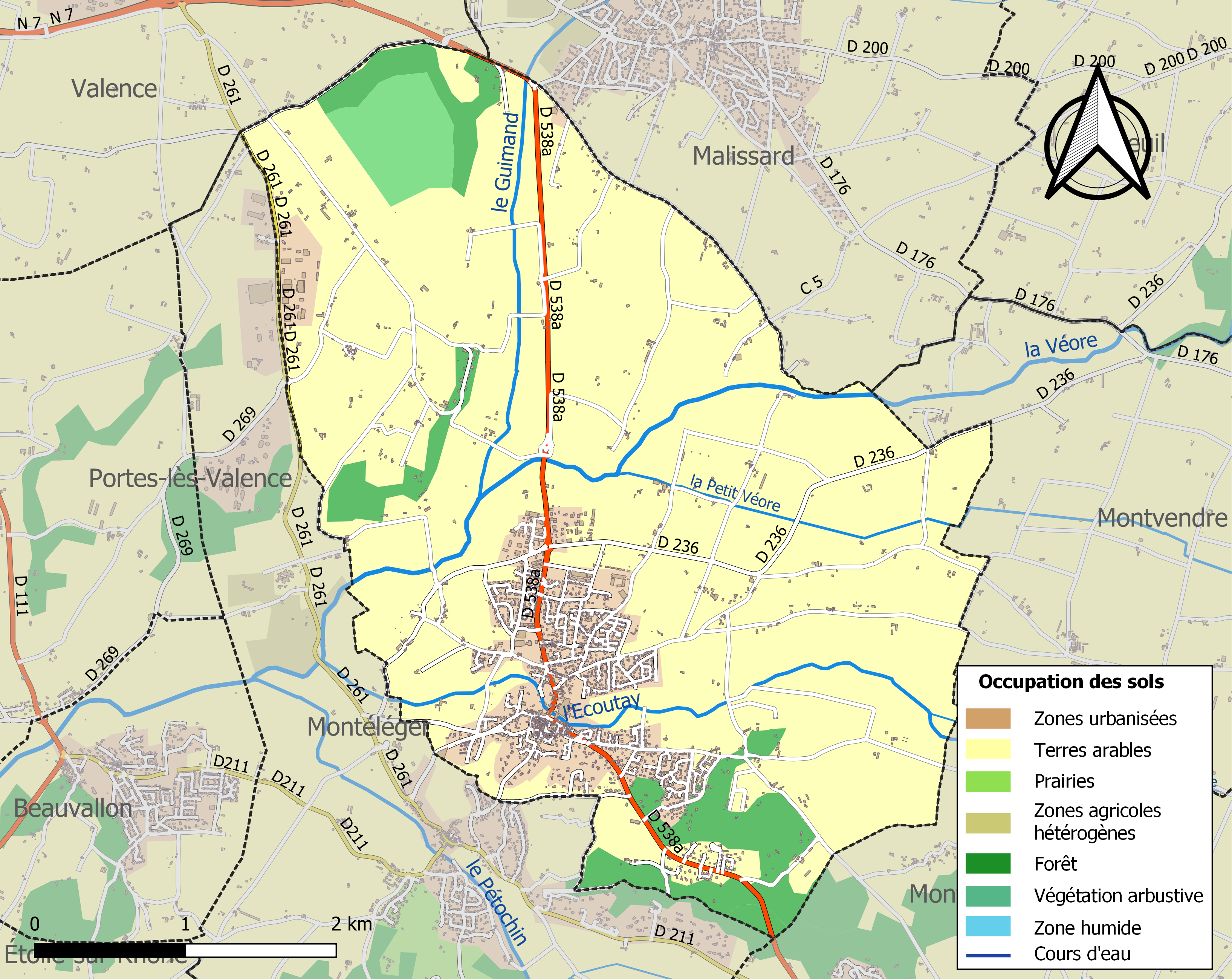
Kaart van de gemeente met belangrijkste infrastructuur, bodemgebruik en omliggende gemeenten

## Demografie
Onderstaande figuur toont het verloop van het inwonertal (bron: INSEE-tellingen).